# Succinato-CoA ligasi (forma GDP)
La succinato-CoA ligasi (forma GDP) (o succinil-CoA sintetasi) è un enzima, appartenente alla classe delle ligasi, 
che, nel ciclo di Krebs, catalizza la formazione di succinato a partire da succinil-CoA. Reazione catalizzata:
GDP + Pi + succinil-CoA ⇋ GTP + succinato + CoA
Johnson ed altri hanno descritto nel 1998 due isoforme di succinil-CoA sintetasi nei mammiferi, una delle quali usa GDP, l'altra ADP. L'enzima presente in Escherichia coli può utilizzare entrambi i coenzimi. Il GTP è principalmente coinvolto nei pathway di trasduzione del segnale: il suo ruolo in un processo energetico come il ciclo di Krebs è invece essenzialmente quello di tramite per il trasferimento di gruppi fosfato verso l'ATP, in una reazione catalizzata dalla nucleoside difosfochinasi.

## Struttura e meccanismo d'azione
La struttura cristallina della subunità α della succinil-CoA sintetasi fu determinata da Joyce ed altri nel 2000, ad una risoluzione di 2,10 Å, con il codice PDB 1CQJ. L'enzima è un eterodimero α2β2, la cui unità funzionale è il monomero αβ.
L'energia proveniente dal tioestere succinil-CoA viene semplicemente convertita in energia legata ad un legame fosfato. Il primo passaggio della reazione genera un nuovo intermedio ad alta energia, noto come succinil fosfato. Successivamente, una istidina presente nel sito catalitico rimuove il fosfato dalla molecola glucidica, generando il prodotto succinato ed una molecola di fosfoistidina, che dona velocemente il fosfato ad un nucleoside difosfato, ricaricandolo a trifosfato.